# Myslivna (přírodní rezervace)
Myslivna je přírodní rezervace západně od města Budyně nad Ohří v okrese Litoměřice. Oblast spravuje Agentura ochrany přírody a krajiny ČR. Důvodem ochrany je souvislý komplex mokřadů, lužních lesů a svahových pramenišť v nivě dolní Ohře.